# Johann Christoph Wagenseil
Johann Christoph Wagenseil (Nürnberg, 1633. november 26. – Altdorf, 1705. október 9.) német polihisztor, történész, jogász, orientalista.  
1667-ben Altdorfban a történelem egyetemi tanára, 1674-1697 között a keleti nyelvek professzora, majd haláláig az egyházjogi tanszék vezetője. Elismert hebraista volt. A héber nyelvet Behr Perlhefter és Enoch Levi által sajátította el, akik Bécsből 1670 körül érkeztek Fürth-be. A Toledot Yeshu című ókori mű nyomán arra a meggyőződésre jutott, hogy a zsidók a felelősek Jézus káromlásáért és több keresztényellenes zsidó művet is közölt. Anyagának összegyűjtésére hosszú utazásokat tett. Ugyanakkor ellenezte a zsidók erőszakos megkeresztelését. Számos témával foglalkozott. Johann Jacob Sturmmal közösen egy rövid címertani művet is kiadott francia nyelven.  

## Művei
- Theses Des Principes Du Blason Ou De L'Art Heraldique / Lesquelles Sous La Presidence De ... Jean Christoffle Wagenseil, Professeur Tres-Celebre Du Droit Public ... Dans L'Universite D'Altdorf, Soutiendra Jean Jacques Sturm, l'Autheur A Altdorf. Le Mars. [Altdorf] : Schönnerstädt, 1690  Archiválva 2020. november 30-i dátummal a Wayback Machine-ben